# Franz Hauer (collectionneur d'art)
Pour les articles homonymes, voir Hauer.
Franz Hauer, né le 19 mai 1867 à Weißenkirchen in der Wachau et mort à Vienne le 5 juin 1914, est un aubergiste et un collectionneur d’art autrichien.

## Biographie et destin des œuvres

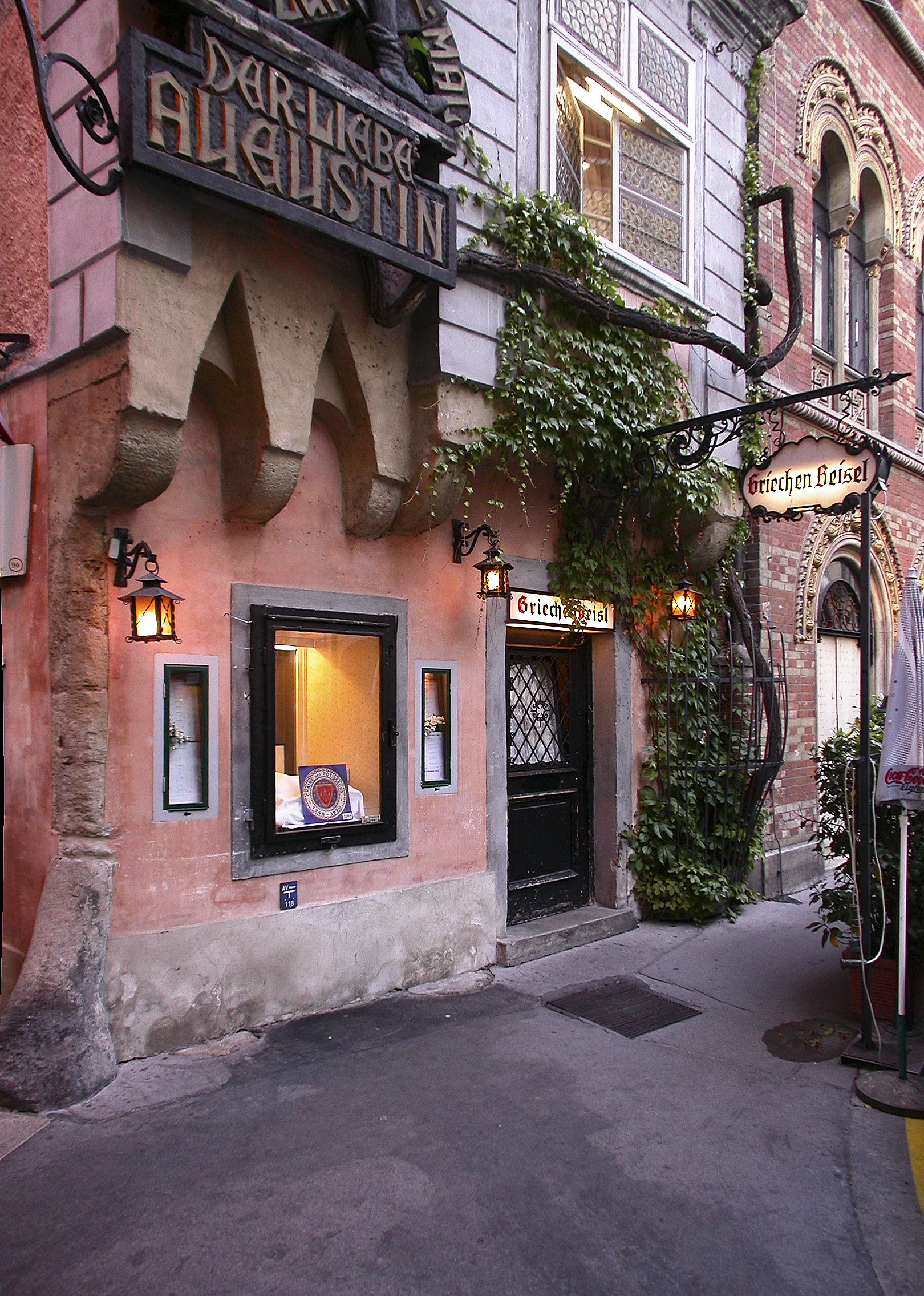
Le restaurant Griechenbeisl à Vienne.

Fils d’un facteur de la poste autrichienne, Franz Hauer grandit dans un certain dénuement à Weissenkirchen, dans la vallée autrichienne de la Wachau. 
En 1897, il reprend l'ancien et célèbre restaurant Griechenbeisl, à Vienne, ce qui le fait accéder à une certaine aisance et lui permet de se consacrer à la constitution d’une collection d’œuvres d’art contemporain. 
Il est ainsi devenu vers 1907 un des plus importants collectionneurs d’œuvres d’Albin Egger-Lienz, Karl Sterrer, Anton Faistauer, Oskar Kokoschka, Egon Schiele, et de beaucoup d’autres artistes,.
En juin 1914, il meurt prématurément d’une appendicite. Sa collection compte alors probablement un millier d'œuvres.
La majeure partie est vendue au cours des années qui suivent : quatre ans après sa disparition, le 20 mars 1918, une vente aux enchères se déroule par exemple au Dorotheum de Vienne.
Sa collection se répartit actuellement entre nombre de grands musées et des collections privées en Europe et aux États-Unis. 
Le fils de Franz Hauer, Leopold Hauer (1896-1984), s’est consacré à la peinture. Sa fille Christa Hauer-Fruhmann, également artiste peintre, a hérité d’œuvres importantes de la collection Hauer, qui se trouvent aujourd’hui dans les collections régionales de la Basse-Autriche.

## Expositions
2019-2020 : « Franz Hauer, self-made man et collectionneur du temps présent », Galerie régionale de Basse-Autriche, Krems an der Donau, quartier Stein.